# Alain Bertrand (écrivain)
Pour les articles homonymes, voir Alain Bertrand et Bertrand.
Alain Bertrand, né à Gand le 12 avril 1958, et décédé à Bastogne le 16 février 2014 est un écrivain belge francophone.

## Biographie
Alain Bertrand naît à Gand, en Belgique. Il enseigne dans l’enseignement technique, et écrit  des essais, des romans et des récits où l’exigence du style fait bon ménage avec l'humour, et la tendresse, avec une dose d’impertinence de bon aloi. Ainsi, Le Bar des hirondelles narre la fuite de l’oncle Arsène, féru de cyclisme et de libertinages, en compagnie d'un ami magicien. Derrière cette trame se lit l'histoire d'une certaine Belgique qui se retourne sur ses stéréotypes pour s'en moquer. Monsieur Blanche décrit la quête amoureuse d’un enfant privé de prénom par une mère abusive fana des rois de Belgique et collectionnant les boîtes à leur effigie.
Il a publié plusieurs essais, articles et ouvrages divers sur l’œuvre de Georges Simenon. Il écrit également des chroniques ou des critiques littéraires dans différents périodiques, dont le Luxemburger Wort, et fut conseiller littéraire aux éditions Labor, il créa et dirigea avec Christian Libens la collection « Plumes du coq » aux éditions Weyrich (Neufchâteau) de 2011 à 2014.
La revue Les amis de l'Ardenne lui ont consacré un numéro spécial en septembre 2014.
Il est décédé à Bastogne le 16 février 2014.

## Œuvres
- L'été sous un chapeau de paille, (publication posthume), Weyrich, 2014.
- Jardin Botanique, Le Castor Astral, 2013. (Réédition par la Fédération Wallonie-Bruxelles, coll. Espace Nord, 2015).
- Une si jolie fermette, (dessins de Daniel Casanave), Finitude, 2012.
- Le lait de la terre, Weyrich, 2012.
- Je ne suis pas un cadeau, Finitude, 2010.
- En Ardenne (avec photographies de Jean-Pierre Ruelle), Bernard Gilson, 2008.
- On progresse, Le Dilettante, 2007.
- Massacre en Ardennes (avec Franz Bartelt), Labor, 2006.
- Maigret, Labor, 2006.
- Jean-Claude Pirotte, Labor, 2006.
- En Province, Le Castor Astral, 2005.
- Monsieur Blanche, Le Castor Astral, 2004.
- La lumière des polders, Arléa, 2003 ; réédition : Bernard Gilson, 2009.
- Le Bar des Hirondelles, Labor, 2003.
- La Part des anges, Le Castor Astral, 2000.
- Georges Simenon, La Manufacture, 1998.
- Lazare ou la lumière du jour, Le Temps qu'il fait, 1998.